# Gryllus bimaculatus
Gryllus bimaculatus és una espècie d'ortòpter ensífer de la família dels gríl·lids. És generalment conegut com com a grill de camp mediterrani, tot i que la seva distribució geogràfica també inclou gran part d'Àsia. Aquesta espècie es pot diferenciar d'altres espècies de Gryllus per les dues marques grogues a la base de les seves ales.
Aquesta espècie és utilitzada com a font d'alimentació per animals insectívors com aranyes i rèptils mantinguts com a animals de companyia o en zoològics. És una de les espècies de grills més consumides junt amb el grill domèstic (Acheta domesticus) Brachytrupes membranaceus, Gryllus similis i Gryllotalpa orientalis. Són fàcils de criar i a diferència d'altres espècies de grills no requereixen períodes d'exposició al fred per tal de complet el seu cicle de vida. En els grills salvatges, els mascles no toleren altres mascles i lluiten fins que hi ha un guanyador. El perdedor normalment es retira sense lesions serioses.
La primera versió del genoma de Gryllus bimaculatus va ser anunciada l'any 2020. Aquest genoma té una longitud d'1.66-Gb i conté 17.871 gens codificants anotats.